# Рабу, Шарль-Феликс-Анри
Шарль-Феликс-Анри Рабу (фр. Charles-Felix-Henri Rabou) — французский писатель (1803—1871).
Друг и сотрудник Оноре де Бальзака в «Contes bruns, par une tête à l’envers». Закончил, согласно предсмертному желанию Бальзака, романы последнего «Le Député d’Arcis» (1854 год), «Le Comte de Sollenave», «La Famille Beauvisage».